# Arbitragefreiheit
Die Arbitragefreiheit bezeichnet das Fehlen jeglicher Arbitrage-Möglichkeit auf einem Handelsmarkt. Arbitrage ist ein risikoloses Geschäft, das aus der Ausnutzung von Preis-, Kurs- oder Zinsdifferenzen für gleiche Handelsobjekte zum selben Zeitpunkt auf verschiedenen Teilmärkten einen Gewinn erzielt.
Bei Handelsmärkten mit hoher Transparenz und Liquidität kann angenommen werden, dass sie nahezu arbitragefrei sind. Das bedeutet, dass ein Marktteilnehmer davon ausgehen kann, dass er für ein äquivalentes Produkt auf allen Teilmärkten den gleichen Preis erzielen wird.
Arbitragefreiheit ist in einem vollkommenen Kapitalmarkt eine notwendige – allerdings nicht alleinige – Bedingung für das Marktgleichgewicht.

## Arbitragegeschäfte
Eine Arbitrage-Möglichkeit versetzt den Anleger in die Lage, sichere (risikolose) Gewinne zu erzielen, ohne dass er Finanzmittel einsetzen muss (denn er kauft das Handelsobjekt auf einem Markt und verkauft es zum selben Zeitpunkt auf einem anderen Markt). Marktteilnehmer werden solange Arbitragegeschäfte tätigen, bis die Preis-, Kurs- oder Zinsdifferenzen verschwunden sind – dann liegt Arbitragefreiheit vor. Arbitragefreiheit ist also gegeben, wenn keine Arbitrage (mehr) möglich ist.
Generell sind zwei Arbitrage-Möglichkeiten vorhanden:
| Art                       | Bezeichnung           | Bemerkungen |
| ------------------------- | --------------------- | --- |
| Typ I Dominanzarbitrage   | englisch free lottery | Arbitrage führt zu einer nicht-negativen Zahlung zu Beginn einer Periode und zu einer nicht-negativen Zahlung am Ende derselben Periode  |
| Typ II Differenzarbitrage | englisch free lunch   | Arbitrage führt zu einer strikt-positiven Zahlung zu Beginn einer Periode und zu einer nicht-negativen Zahlung am Ende derselben Periode |

„Free lunch“ ist eine selbst-finanzierte Anlage- oder Handelsstrategie, bei der es im Zeitablauf weder Geldausgaben noch Geldeinnahmen gibt, die am Beginn der Periode eine positive Geldeinnahme aufweist und zu sicheren Gewinnen führt. Eine „free lottery“ liegt dagegen vor, wenn heute keine Ausgabe notwendig ist, sie aber in Zukunft nicht-negative Einnahmen garantiert und zu unsicheren Gewinnen führt. Ein Kapitalmarkt ist im Einperiodenfall arbitragefrei, wenn es keine Arbitrage vom Typ I gibt. Ein Kapitalmarkt, der keine Arbitrage vom Typ II zulässt, ist nicht ohne weiteres arbitragefrei vom Typ I.

## Finanzmathematik
Ursprünglich wurden die Preise als endogene Variablen in Gleichgewichtsmodellen bestimmt. Dabei werden so lange Preise in Abhängigkeit der Angebots- und Nachfragemengen festgestellt, bis sich der Markt im Marktgleichgewicht befindet. Dieser Anpassungsprozess hat keinerlei Auswirkungen auf die Preise anderer Güter. Im Jahre 1986 wurden die Unzulänglichkeiten dieser Modelle deutlich, als die auf ihnen basierenden Zinsstrukturkurven für Zinsderivate nicht den tatsächlichen Kurven entsprachen und damit für den Wertpapierhandel unbrauchbar wurden, da sie nicht dem Gesetz des Einheitspreises entsprachen.
Arbitragefreie Modelle hingegen bestimmen die Preise exogen. Die Marktpreise fließen in das Modell direkt ein, und die aus ihnen entwickelten Zinsstrukturkurven entsprechen der Realität. Die ersten zinsstrukturkonformen Bewertungen wurden 1986 vorgelegt. Alle heute in der Praxis zur Bewertung von Derivaten eingesetzten Modelle sind arbitragefrei. Die Arbitragefreiheit ist dadurch zu einer der Grundannahmen der modernen Finanzmathematik geworden.
Im Einperiodenmodell kann die Arbitragefreiheit als Bedingung wie folgt beschrieben werden. Es gibt kein Portfolio {\displaystyle \xi } mit dem Wert {\displaystyle 0} zum Startzeitpunkt {\displaystyle t_{0}}, das zum Endzeitpunkt {\displaystyle t_{1}>t_{0}} fast sicher nicht-negativ ist und mit positiver Wahrscheinlichkeit einen positiven Wert hat.

## Kapitalmarkttheorie
Stephen Ross entwickelte 1976 die Arbitragepreistheorie und stellte ein statistisches Arbitrage-Portfolio vor, das optimal risikodiversifiziert ist, keine Transaktionskosten erzeugt und keine Betafaktoren aufweist. Neben der Arbitragefreiheit ging Ross von der Annahme unendlich vieler Handelsobjekte auf einem Kapitalmarkt aus, was eine Annäherung an die Realität erschwert. Er gelangte zu der Erkenntnis, dass es auf gut funktionierenden Märkten keine Arbitragefreiheit (englisch absence of arbitrage, no arbitrage) geben könne.
Im Marktgleichgewicht herrscht Arbitragefreiheit, denn die Übernachfrage nach preiswerten Handelsobjekten und das Überangebot an teuren Handelsobjekten führen zu Preisveränderungen, die erst bei einem Preisausgleich (also Arbitragefreiheit) beendet sind. Handelsobjekte gelten erst dann als äquivalent, wenn sie in jedem denkbaren Umweltzustand zum selben Zahlungsstrom beim Anleger führen, also duplizierbar sind.

## Allgemeingültigkeit
Die für den Kapitalmarkt entwickelte Arbitragefreiheit lässt sich auch auf andere Märkte wie den Devisen-, Geld-, Kredit- oder Energiemarkt übertragen. So setzt beispielsweise die Arbitragefreiheit auf dem Geldmarkt voraus, dass aus der Kombination einer Geldnachfrage und dem simultanen Erwerb eines Floating Rate Agreements kein risikoloser Gewinn erzielt werden kann. Funktionieren auf den Finanzmärkten die Marktmechanismen, so sind auch Arbitrage-Möglichkeiten vorhanden. Befindet sich dagegen ein Markt im Gleichgewicht, gibt es keine Arbitrage-Möglichkeiten.
Das Gesetz von der Unterschiedslosigkeit der Preise von William Stanley Jevons geht als Grundannahme von der Arbitragefreiheit aus. Auch das Hull-White-Modell unterstellt bei Zinsstrukturen die Arbitragefreiheit. Ferner beruht auch das Black-Scholes-Modell auf der Annahme der Arbitragefreiheit.